# 阿字ヶ浦駅
阿字ヶ浦駅（あじがうらえき）は、茨城県ひたちなか市阿字ヶ浦町にあるひたちなか海浜鉄道湊線の駅。同線の終着駅である。

## 概要
ひたちなか市（旧・那珂湊市）東部に位置している。当駅は阿字ヶ浦海水浴場、国営ひたち海浜公園の最寄り駅である。
当駅から国営ひたち海浜公園までの延伸計画がある（詳細は「ひたちなか海浜鉄道湊線#延伸計画」を参照）。

### 当駅における運行形態
- 上り（那珂湊・勝田方面）
  - 日中は概ね1時間に1-2本の列車（勝田行）が停車、当駅の最終列車は途中駅の那珂湊行である[2]。

## 歴史
- 1928年（昭和3年）7月7日：湊鉄道の駅として開業。
- 1944年（昭和19年）8月1日：交通統合により、茨城交通の駅となる。
- 1970年（昭和45年）10月1日：車扱貨物の取り扱いを廃止[3]。
- 2008年（平成20年）4月1日：茨城交通が湊線をひたちなか海浜鉄道に移管。ひたちなか海浜鉄道の駅となる。
- 2021年（令和3年）6月19日：キハ222形をご神体とした「鉄道神社」が建立[4]。

## 駅構造
地上駅で、島式ホーム1面2線（駅の外側の1線のみ使用）と留置線を有するが、留置線は本線からのポイントが撤去されていて、使用することができない状況にあり、列車は那珂湊駅まで引き返して停泊する（平日早朝の始発列車は那珂湊駅から回送される）。かつては機回し線もあったが、勝田駅方とは逆側のポイントが撤去されていて、こちらも使用不可となっている。木造駅舎を有する。
以前は駅員が配置されていたが、無人駅である。国営ひたち海浜公園の繁忙期には、当駅から公園まで運行されるシャトルバスの対応のため係員が配置されることがある。
かつて構内の側線には廃車体（キハ201・キハ221）が置かれ、夏の海水浴客の臨時更衣室として使われていたが、老朽化が著しく2009年3月に撤去された。その後、ホームに面した駅舎側の線路に廃車となったキハ222・キハ2005の2両を留置しており、イベント時に車内を公開したこともある。
2010年10月から改修工事が行なわれ、ホームの嵩上げ（通常使用している1線の3両分のみ）とスロープ設置によるバリアフリー化がなされ、同年12月より使用が開始された。現在使われていない部分も含めると、長さ（有効長）そのものは7両分あり、かつて上野駅から臨時急行「あじがうら号」が運行されていた名残である。
2021年には美乃浜学園駅開業に合わせた改修として、ホームへの転落防止柵および上屋（2両分）の設置、列車非常停止警報装置の新設が行われた。また、今後の国営ひたち海浜公園方面への延伸に合わせ、当駅への交換施設整備が検討されている。
駅舎内には自動券売機(タッチパネル式)が設置され、湊線片道券、湊線往復券、湊線回数券、湊線フリー乗車券、JR東日本への連絡券が購入可能である。また、前述の係員配置時は臨時販売が行われ、その際には硬券の取り扱いがされることもある。

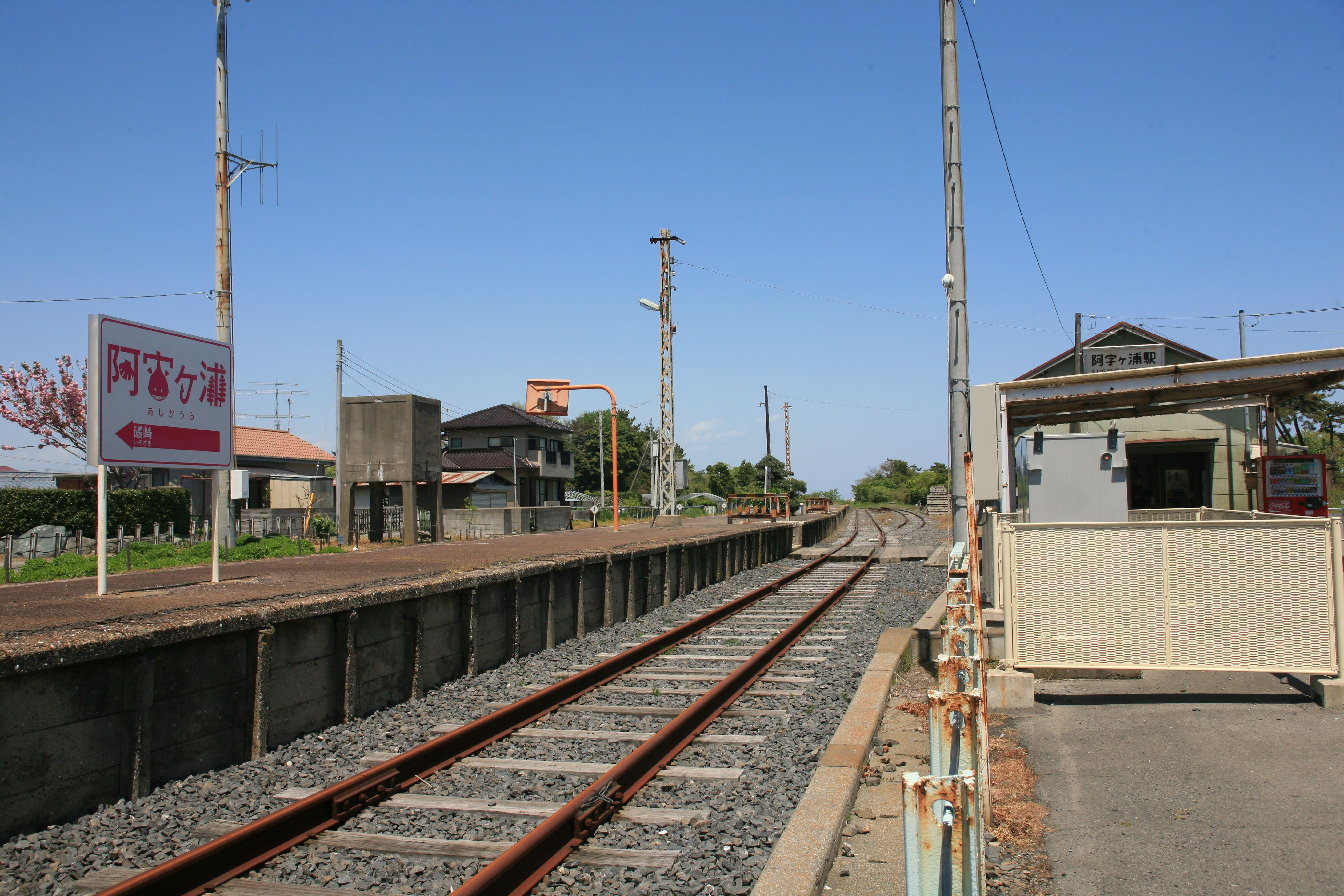
構内全景（2010年5月）
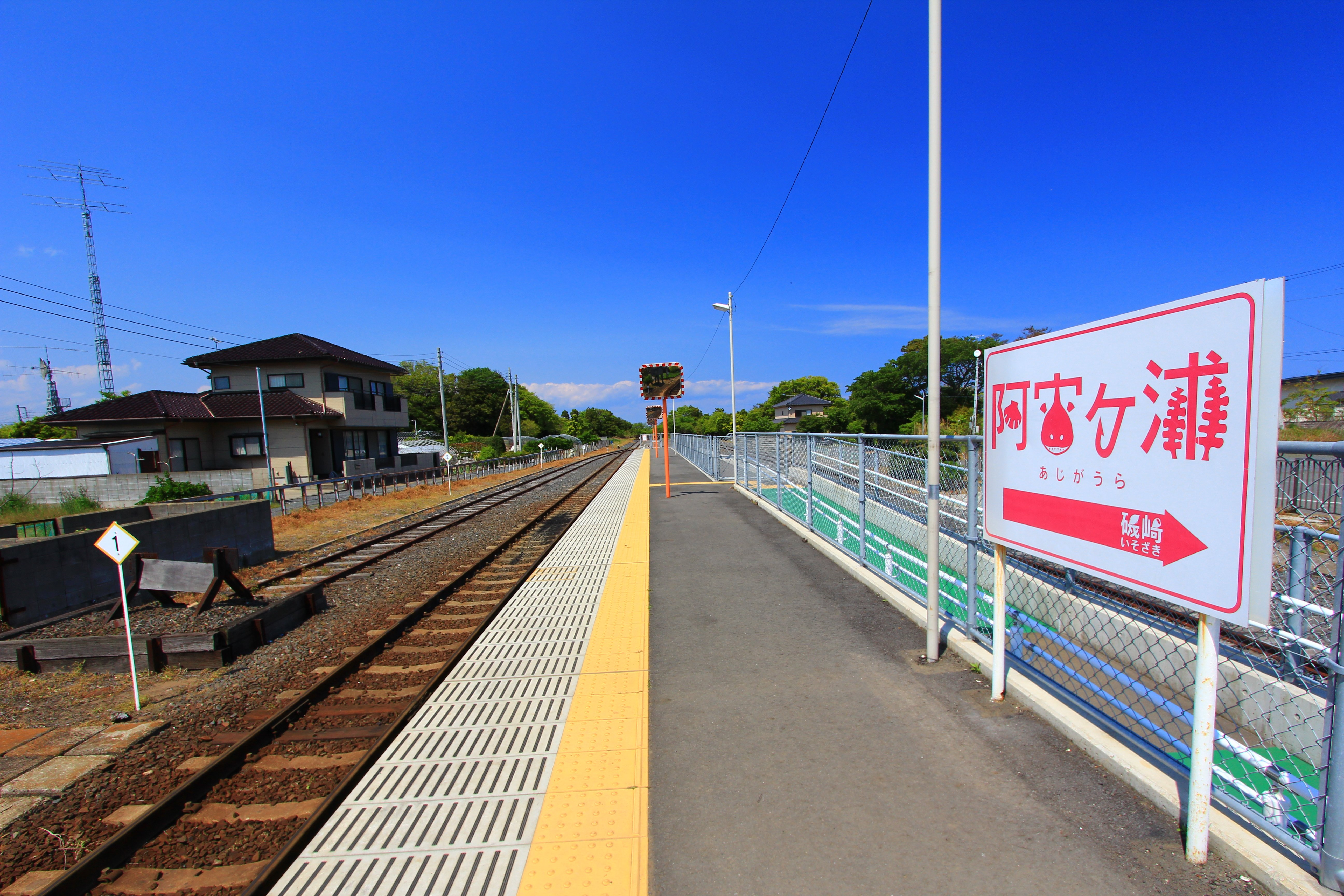
ホーム（2013年5月）
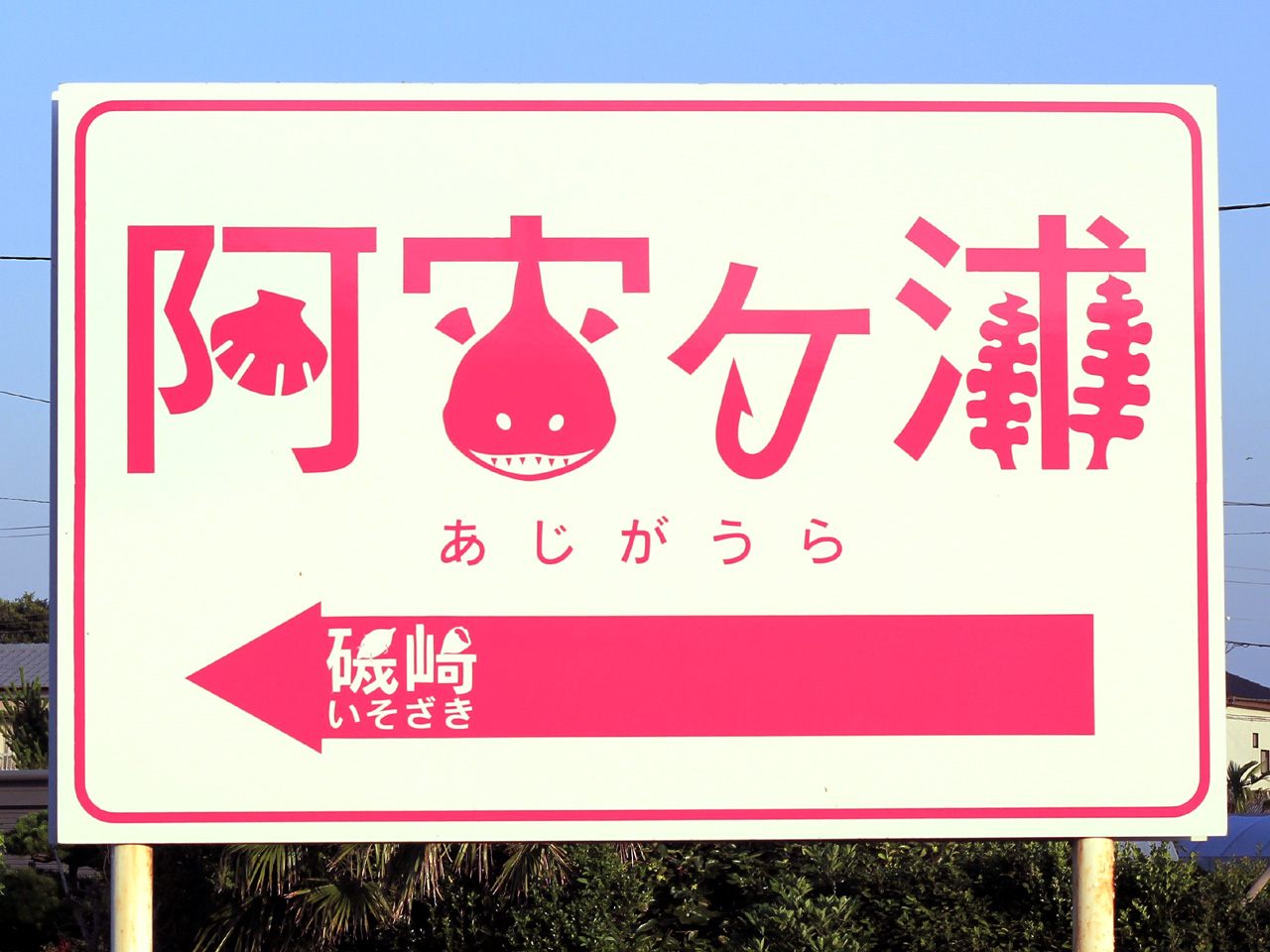
駅名標（2011年7月） ※現行デザインとはやや異なる
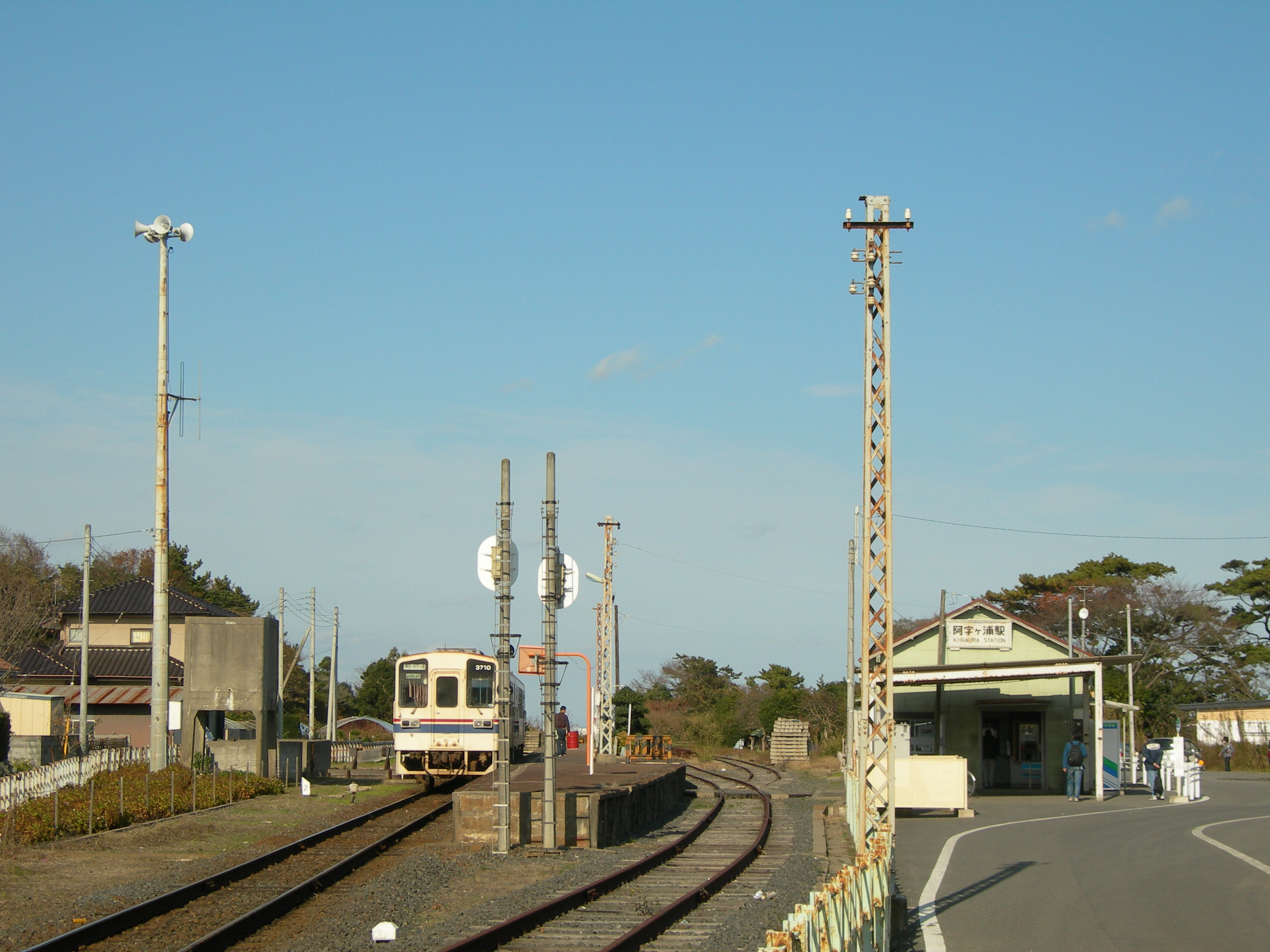
改修前の構内（2009年11月）
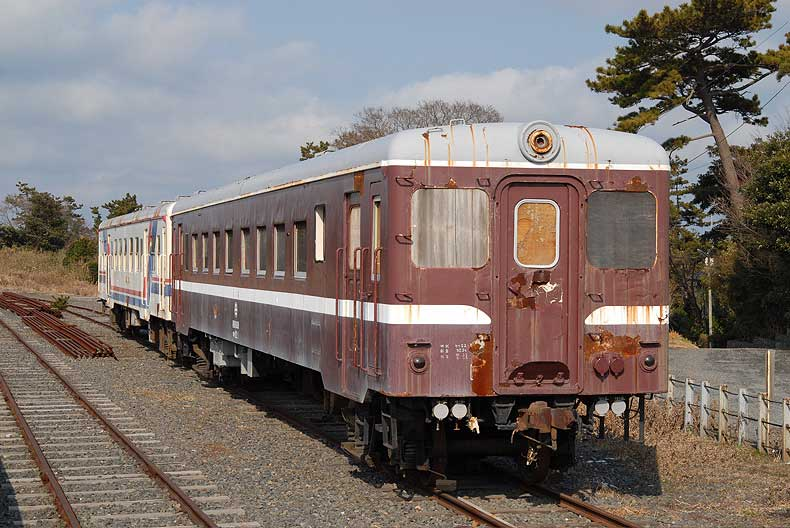
構内の廃車体 キハ221等（撤去済み）

### ひたちなか開運鐵道神社
2021年6月19日、「三鉄ものがたり実行委員会」がクラウドファンディングにより駅構内に保存されている1962年製造の気動車「キハ222」を御神体として「ひたちなか開運鐵道神社」を建立した。気動車「キハ222」が44年間無事故だったことから交通安全や長寿をご利益としている。鳥居は鉄道の線路を利用している。

## 利用状況
- 阿字ヶ浦駅の利用状況の変遷を下表[10]に示す。
  - 輸送実績（乗車人員）の単位は人であり、年度での総計値を示す。年度間の比較に適したデータである。
  - 表中、最高値を赤色で、最高値を記録した年度以降の最低値を青色で、最高値を記録した年度以前の最低値を緑色で表記している。

| 年 度              | 当駅分輸送実績（乗車人員）：人／年度 | 当駅分輸送実績（乗車人員）：人／年度 | 当駅分輸送実績（乗車人員）：人／年度 | 当駅分輸送実績（乗車人員）：人／年度 | 特 記 事 項 |
| ------------------ | ------------------------------------ | ------------------------------------ | ------------------------------------ | ------------------------------------ | ----------- |
| 年 度              | 通勤定期                             | 通学定期                             | 定期外                               | 合 計                                | 特 記 事 項 |
| 2000年（平成12年） |                                      |                                      |                                      | 24,168                               |             |
| 2001年（平成13年） |                                      |                                      |                                      | 23,345                               |             |
| 2002年（平成14年） |                                      |                                      |                                      | 22,729                               |             |
| 2003年（平成15年） |                                      |                                      |                                      | 20,266                               |             |
| 2004年（平成16年） |                                      |                                      |                                      | 17,943                               |             |
| 2005年（平成17年） |                                      |                                      |                                      | 14,250                               |             |
| 2006年（平成18年） |                                      |                                      |                                      | 15,289                               |             |
| 2007年（平成19年） |                                      |                                      |                                      | 19,108                               |             |
| 2008年（平成20年） |                                      |                                      |                                      | 21,609                               |             |
| 2009年（平成21年） |                                      |                                      |                                      | 22,265                               |             |
| 2010年（平成22年） |                                      |                                      |                                      | 22,630                               |             |
| 2011年（平成23年） |                                      |                                      |                                      | 19,398                               |             |
| 2012年（平成24年） |                                      |                                      |                                      | 22,634                               |             |
| 2013年（平成25年） |                                      |                                      |                                      | 24,090                               |             |
| 2014年（平成26年） |                                      |                                      |                                      | 27,010                               |             |
| 2015年（平成27年） |                                      |                                      |                                      | 28,470                               |             |
| 2016年（平成28年） |                                      |                                      |                                      | 27,740                               |             |
| 2017年（平成29年） |                                      |                                      |                                      | 28,924                               |             |
| 2018年（平成30年） |                                      |                                      |                                      | 29,200                               |             |
| 2019年（令和元年） |                                      |                                      |                                      | 45,990                               |             |

## 駅周辺
海水浴客向けの民宿や旅館が数軒存在する。
- 酒列磯前神社
- 堀出神社
  - ほしいも神社
- 阿字ヶ浦簡易郵便局
- 阿字ヶ浦海水浴場 - 徒歩5分ほど。駅前より坂を下るとすぐに海である。
- 国営ひたち海浜公園 - 鉄道での最寄り駅だが、もっとも近い南口まで直線距離でも約1.5 km 離れている。徒歩20分[11]。

## バス路線
| 乗場                                     | 系統         | 主要経由地                             | 行先         | 運行会社             | 備考       |
| ---------------------------------------- | ------------ | -------------------------------------- | ------------ | -------------------- | ---------- |
|                                          | 28           | 磯崎灯台下・平磯南町・那珂湊駅・水戸駅 | 茨大前営業所 | 茨城交通             | 休校日運休 |
|                                          | 那珂湊コース | 阿字ヶ浦海岸・海浜公園西口・阿字ヶ浦駅 |              | スマイルあおぞらバス |            |
| 平磯遠原・県営西十三奉行団地             | 那珂湊コース | 那珂湊駅                               |              | スマイルあおぞらバス |            |
| 磯崎駅・平磯南町・那珂湊駅・おさかな広場 | 那珂湊コース | 那珂湊駅                               |              | スマイルあおぞらバス |            |

このほか多客期には、当駅と国営ひたち海浜公園の海浜口を結ぶ無料シャトルバスが運行される。

## 撮影使用
- アメリカンホーム・ダイレクトのCMロケ撮影に使用された。
- アイドルグループ℃-uteのシングル曲「君は自転車 私は電車で帰宅」のPV撮影で駅の外観の一部と駅舎及びホームが使用された。
- アイドルグループ乃木坂46の24thシングル「夜明けまで強がらなくてもいい」のカップリング曲「路面電車の街」のPV撮影で、駅舎が使用された。

## 隣の駅
ひたちなか海浜鉄道
■湊線
磯崎駅 - 阿字ヶ浦駅